# Saltash
Saltash est une ville au sud-est des Cornouailles, en Angleterre au bord du fleuve Tamar. La population est de 14 946 habitants en 2001.
Aujourd'hui Saltash est encore un port mais le tourisme est peut-être[évasif] plus important pour l'économie. Saltash est jointe a la cité de Plymouth par le Royal Albert Bridge, un pont de chemin de fer construit par I. K. Brunel en 1859, et par le pont Tamar (route A38).

## Histoire
Le HMS Tamar est lancé à Saltash en 1758. Il est un sloop-of-war de 16 canons de la Royal Navy.

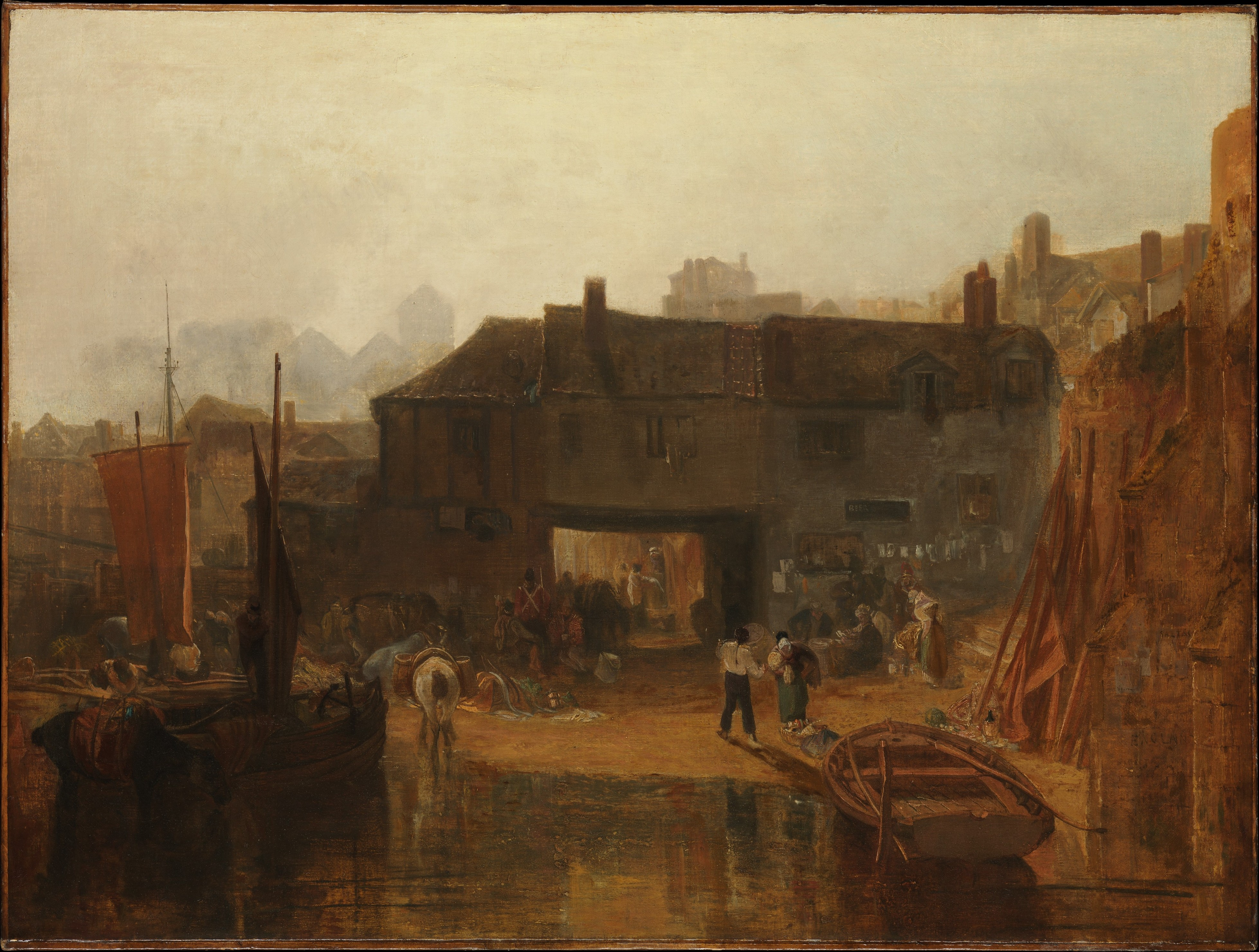
Saltash avec le ferry d'eau, Cornouailles
William Turner, 1811
Metropolitan Museum, New York

Le peintre William Turner a réalisé une huile sur toile représentant la ville lors de son voyage à l'ouest de l'Angleterre à l'été 1811. Saltash se trouve de l'autre côté du fleuve Tamar par rapport à Plymouth. Ruskin a décrit la peinture dans une lettre de 1852 comme «ce que l'esprit voit quand il cherche de la poésie dans l'humble vie réelle».

## Personnalités liées à la ville
- Michael de Courcy (17??-1824), marin d'origine irlandaise qui sert comme officier dans la Royal Navy, y est mort ;
- Percy Legard (1906-1980), spécialiste britannique de combiné nordique et pentathlon moderne, y est né ;
- Moura Lympany (1916-2005), pianiste concertiste britannique, y est née ;
- William Ponsonby, 2e comte de Bessborough (1704-1793), homme politique britannique et fonctionnaire, y est né ;
- Richard Darton Thomas (1777-1857), amiral de la Royal Navy, y est né.

## Jumelage
- Plougastel-Daoulas (France) depuis 1992[2]